# 스마트조이
스마트조이(영어: Smart Joy)는 대한민국의 모바일 게임 회사이다. 2018년 스토리형 액션 MMORPG '인공영웅'을 개발해서 서비스를 시작했다. 2019년 1월 모바일 수집형 RPG '라스트 오리진'의 정식 서비스를 시작했다.

## 게임
- 패왕 (2017) (서비스종료)
- 인공영웅 (2018) (서비스종료)
- 라스트오리진 (2019) (매각)